# Roy Reding

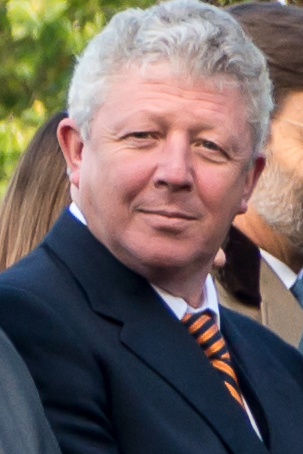
Roy Reding, Oktober 2016

Roy Reding (* 17. Juli 1965 in Luxemburg-Stadt) ist ein luxemburgischer Politiker, Abgeordneter und Rechtsanwalt.

## Leben
Seine Kindheit verbrachte Reding in Bech, einem Dorf nahe Echternach und wohnte unter anderem in Fischbach bei Mersch und in Folscheid bei Rambruch in Luxemburg. Reding ist Vater vierer Kinder und wohnt heute zusammen mit seiner Ehefrau Karine Reuter, ehemalige erste Richterin und heute Notarin, in Petingen sowie in Luxemburg-Stadt.
Seine Schulzeit verbrachte Roy Reding im Echternacher Gymnasium, wo er zusammen in einer Klasse mit der früheren CSV-Kulturministerin und Justizministerin Octavie Modert, dem ehemaligen DP-Generalsekretär Georges Gudenburg sowie dem ehemaligen ADR-Fraktionssekretär Alain Frast. Nach seinem Schulabschluss hat er in Aix-en-Provence an der Universität der Provence Aix-Marseille III studiert. Anschließend erlangte den akademischen Grad Maîtrise en Droit an der Universität Robert Schuman in Straßburg.
Nach seinem Studium begann Roy Reding am 1. August 1989 seine professionelle Laufbahn als Jurist bei der luxemburgischen Bank BGL BNP Paribas. Im Mai 1990 bekam er seine offizielle Zulassung bei der Anwaltschaft und eröffnete Anfang 1993 seine eigene Anwaltskanzlei, die Kanzlei Reding und Felten in Luxemburg-Stadt. Nach einem Splitting in 2003 befindet sich die Kanzlei Reding heute im Stadtzentrum.

## Kommunalpolitik
Reding war bereits mit 15 Jahren politisch aktiv. Zunächst war er Mitglied der LSAP und deren Jugendorganisation JSL.
Bei den Kommunalwahlen 1999 in Luxemburg trat Reding erstmals als Einzel-Kandidat in der Gemeinde Fischbach an und konnte als Zweitgewählter in den dortigen Gemeinderat einziehen. Vom 8. Oktober 2017 bis 2023 war Reding, als einziger Vertreter der ADR, Mitglied des Gemeinderats der Stadt Luxemburg.

## Nationalpolitik

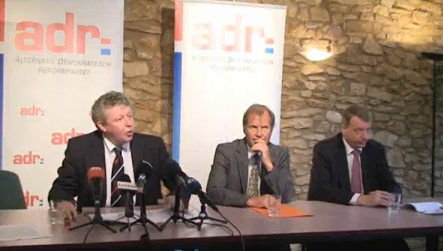
Roy Reding (links) auf einer ADR-Pressekonferenz.

Der Auslöser für Redings Eintritt in die nationale Politik war der Vertrag über eine Verfassung für Europa, den er politisch ablehnte. Politisch tätig wurde Reding anschließend bei der ADR, dessen Ansichten er teilte und für die er als potentieller Kandidat für den seit 2005 freigewordenen Sitz im Staatsrat kandidierte. Nachdem die Chambre des Députés den Sitz an Michèle Boz-Retter, einer weiteren ADR-Kandidatin ablehnte, obwohl die Partei seit bereits vier Wahlen einen 10 %-Stimmenanteil besaß, war Reding fest entschlossen, in die nationale Politik einzusteigen.
Auf dem ADR-Nationalkongress 2006 wurde Reding anschließend als Generalsekretär gewählt.
Bei den Wahlen vom 7. Juni 2009 kandidierte Reding für die Parlaments- und Europawahl. Mit 5299 Stimmen wurde er Listenzweiter im Zentrum hinter Jacques-Yves Henckes und verpasste damit nur knapp den Einzug in das Parlament.
Bei den Neuwahlen im Oktober 2013 wurde Reding in das Parlament gewählt. Am 13. November 2013 wurde Reding als Mitglied des luxemburgischen Parlaments vereidigt. Er ist Mitglied der parlamentarischen Kommissionen für Justiz, Wirtschaft, Land- und Weinwirtschaft, Verbraucherschutz, sowie für Hochschulpolitik, Forschung, Medien und Kommunikation. Außerdem ist er ein Vertreter des Luxemburger Parlamentes im BENELUX-Parlement.
Seit dem 8. Juni 2010 vertritt er zusammen mit dem Abgeordneten Fernand Kartheiser auch die Parteiinteressen in den Beziehungen zur europapolitischen Partei AECR, deren Schatzmeister er 2012 wurde.
Reding war von 2006 bis 2012 Generalsekretär der ADR, anschließend von 2012 bis 2017 Vizepräsident.
Bei den Wahlen im Oktober 2018 wurde Reding wieder ins Parlament gewählt, mit einem Stimmenzuwachs von 12,4 %.
Im Juni 2023 verließ Reding die ADR und gründete seine eigene Partei, Liberté - Fräiheet!, nachdem er nicht mehr für die Kammerwahl 2023 antreten durfte. Obwohl die neue Partei, die nur in zwei von vier Wahlbezirken antrat, auf lediglich 0,21 Prozent der Stimmen kam und somit keinen Sitz im Parlament errang, gab Reding an, dass diese weiterhin bestehen würde. Sie solle allerdings keine „One-man-show“ sein, er selbst käme „langsam ins Rentenalter“, was auf einen Abschied aus der Politik hindeutet.

## .dok
Auf dem luxemburgischen Sender „.dok“ moderiert Reding die Sendung „Vu Fall zu Fall“. Dort beantwortet der Rechtsanwalt und Politiker, zusammen mit dessen Frau, juristische Fragen und diskutiert über politisch aktuelle Themen. Reding moderierte auch jahrelang die Sendung „City Talk“ mit seinen Gästen über die Entwicklung rund um Luxemburg-Stadt.

## Kontroversen
Im April 2013 leiteten drei Staatsanwaltschaften juristische Ermittlungen im Fall des „Hooters-Skandals“ u. a. gegen Reding ein, wegen des Verdachts auf Handel mit illegalen Lizenzen.
Im Oktober 2013 sorgte Reding für einen Shitstorm in den sozialen Netzwerken und den Medien, nachdem er die Feierlichkeiten zum Nationalfeiertag Luxemburgs und das katholische Te Deum mit den Worten „Vive den TeGayum“ bezeichnete, nachdem Premierminister Xavier Bettel ankündigte, den Nationalfeiertag als außerkirchliche, zivile Zeremonie zu organisieren. Dies wurde als Attacke auf Luxemburgs Premier und dessen Homosexualität verstanden.
Am 12. März 2015 wurde Reding vom Zuchtpolizeigericht zu einer Geldstrafe in Höhe von 50.000 € verurteilt, nachdem er illegale Umbaumaßnahmen an einer privaten Immobilie vornahm.
Am 8. März 2018 sorgte das neu eröffnete Bürgerbüro der ADR in Luxemburg-Stadt für Aufregung. Laut Schöffenrat verstosse Reding als dessen Eigentümer, mit der Funktionsweise der Gebäulichkeit, gegen kommunale Gesetzgebung und die Bautenordnung. Am 3. April meldet RTL die offizielle Schließung des Parteibüros und dessen Aktivität.
Nachdem der Besitzer der Immobilie, in welcher sich das Parteibüro befand, einen Antrag auf Nutzungsänderung mit gleichzeitigen Renovier- und Umbaumaßnahmen stellte, wurde dieser von dem zuständigen Bauamt (Service d'Urbanisme) abgelehnt. Später wurde der Antrag genehmigt unter der Voraussetzung, dass das Parteibüro geschlossen wird und dessen Aktivitäten in der Lokalität eingestellt werden.
Reding sorgte in der Coronapandemie mit einer Aussage für einen Politskandal in Luxemburg, der zu medialem, politischem und gesellschaftlichem Protest und folglich zu Rücktrittsforderungen führte. So verfasste Reding 2022 einen Beitrag auf Facebook mit der Aussage „Ech fueren elo a Südafrika a bréngen doucen Omicron mat. Gratis. A fir de Rescht sinn ech am Streik!!!!“ (Ich fahre jetzt nach Südafrika und bringe harmlosen Omicron mit zurück. Gratis. Und fürs Übrige bin im Streik). Die Aussage Redings wurde weitestgehend verurteilt und als antipolitisch gewertet. Im Verlauf des Skandals folgte anschließend ebenso die Feststellung, dass Reding die Privatnummer eines Journalisten in einer umstrittenen Gruppe auf Telegram öffentlich machte, die zu Drohungen gegen jene Person führte. Dies wurde als Angriff auf Journalisten und die Pressefreiheit gewertet. Redings Verhalten wurde daher ebenfalls als eines Abgeordneten unwürdig gewertet. Es folgte anschließend, eine persönliche, jedoch erneut kontroverse Erklärung im Parlament. Auch die ADR distanzierte sich.